# Garin Idéli
Garin Idéli (auch: Kelnou Gourou) ist ein Dorf im Arrondissement Zinder V der Stadt Zinder in Niger.

## Geographie
Das von einem traditionellen Ortsvorsteher (chef traditionnel) geleitete Dorf befindet sich südöstlich des Stadtzentrums im ländlichen Gemeindegebiet von Zinder, der Hauptstadt der gleichnamigen Region Zinder. Zu den größeren Dörfern in der Umgebung von Garin Idéli zählen Dakarou Jiran Torri und Réréwa im Norden sowie der Gemeindehauptort Gouna im Osten.
Wie im gesamten Gemeindegebiet von Zinder herrscht das Klima der Sahelzone vor, mit einer durchschnittlichen jährlichen Niederschlagsmenge zwischen 300 und 400 mm.

## Bevölkerung
Bei der Volkszählung 2012 hatte Garin Idéli 141 Einwohner, die in 28 Haushalten lebten.

## Wirtschaft und Infrastruktur
Es gibt eine Schule im Dorf.